# Бику (Паредеш-де-Кора)
Бику (порт. Bico) — район (фрегезия) в Португалии, входит в округ Виана-ду-Каштелу. Является составной частью муниципалитета Паредеш-де-Кора. По старому административному делению входил в провинцию Минью. Входит в экономико-статистический субрегион Минью-Лима, который входит в Северный регион. Население составляет 475 человек на 2001 год. Занимает площадь 9,56 км².
Покровителем района считается Иоанн Креститель (порт. São João Baptista).